# Anacroneuria cuadrada
Anacroneuria cuadrada är en bäcksländeart som beskrevs av Bill P.Stark 1995. Anacroneuria cuadrada ingår i släktet Anacroneuria och familjen jättebäcksländor. Inga underarter finns listade i Catalogue of Life.